# Samuel McIntire
Pour les articles homonymes, voir McIntire.
Samuel McIntire (16 janvier 1757— 6 février 1811) est un architecte américain qui applique le style fédéral à plusieurs constructions.

## Biographie
Né à Salem dans le Massachusetts, il se marie à Elizabeth Field le 10 octobre 1778 et a un fils. Il construit lui-même sa maison et son atelier à Summer Street en 1786. Il est ensuite engagé par Elias Hasket Derby, un riche négociant de Salem, et construit pour sa famille plusieurs maisons à partir de 1780. Il apprend en autodidacte les principes du palladianisme et acquiert rapidement une solide réputation d'architecte. Il participe même en 1792 au concours pour la construction du capitole de Washington DC. Il se spécialise ensuite dans le style fédéral et travaille exclusivement en Nouvelle-Angleterre. On peut encore admirer son œuvre à Salem : Assembly Hall, Hamilton Hall, Washington Hall, et le palais de justice sont de lui.

## Construit par Samuel McIntire

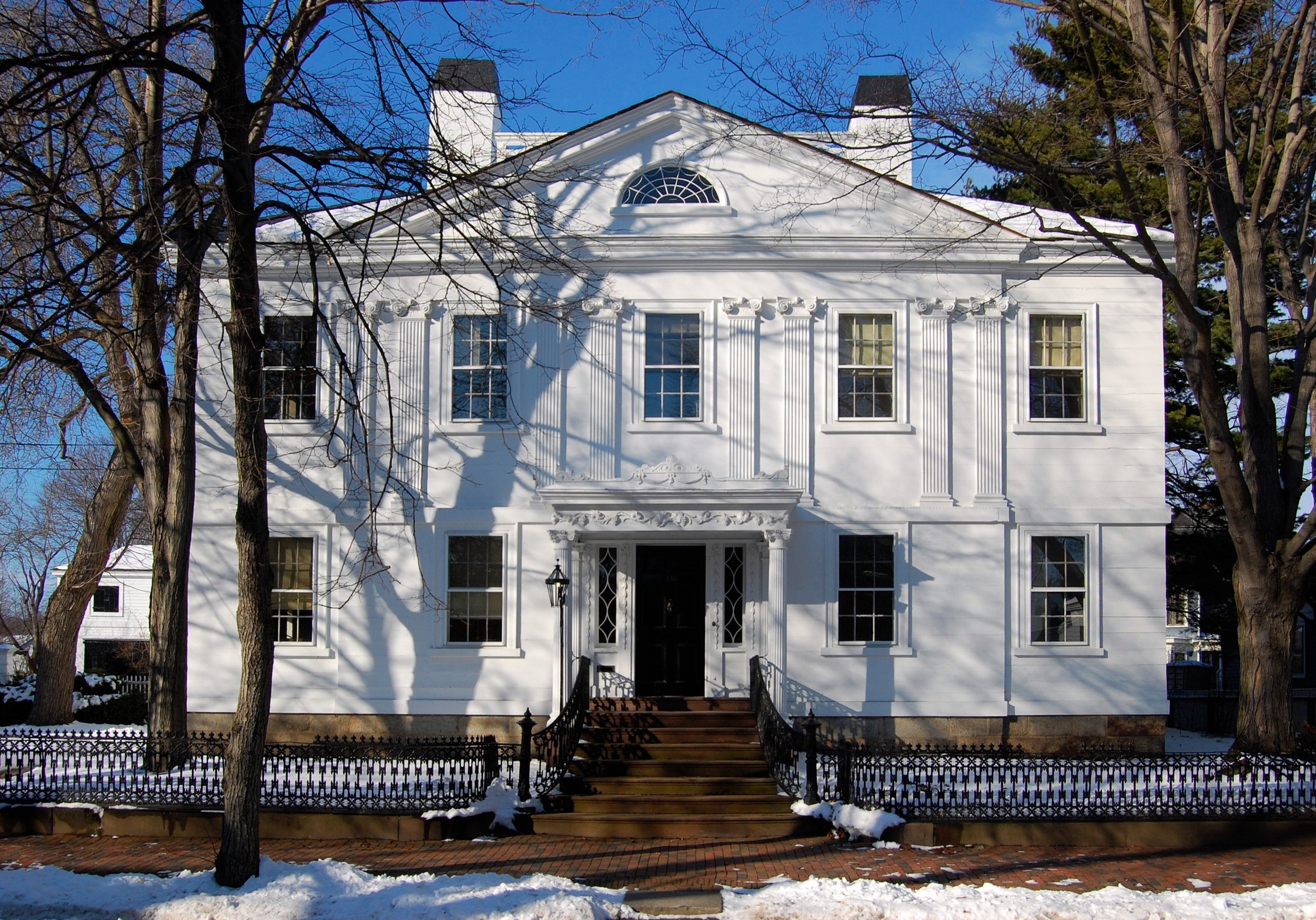
Cotting-Smith Asamblea Masion - 1782 - 138 Federal Rue, Salem - construit par Samuel McIntire
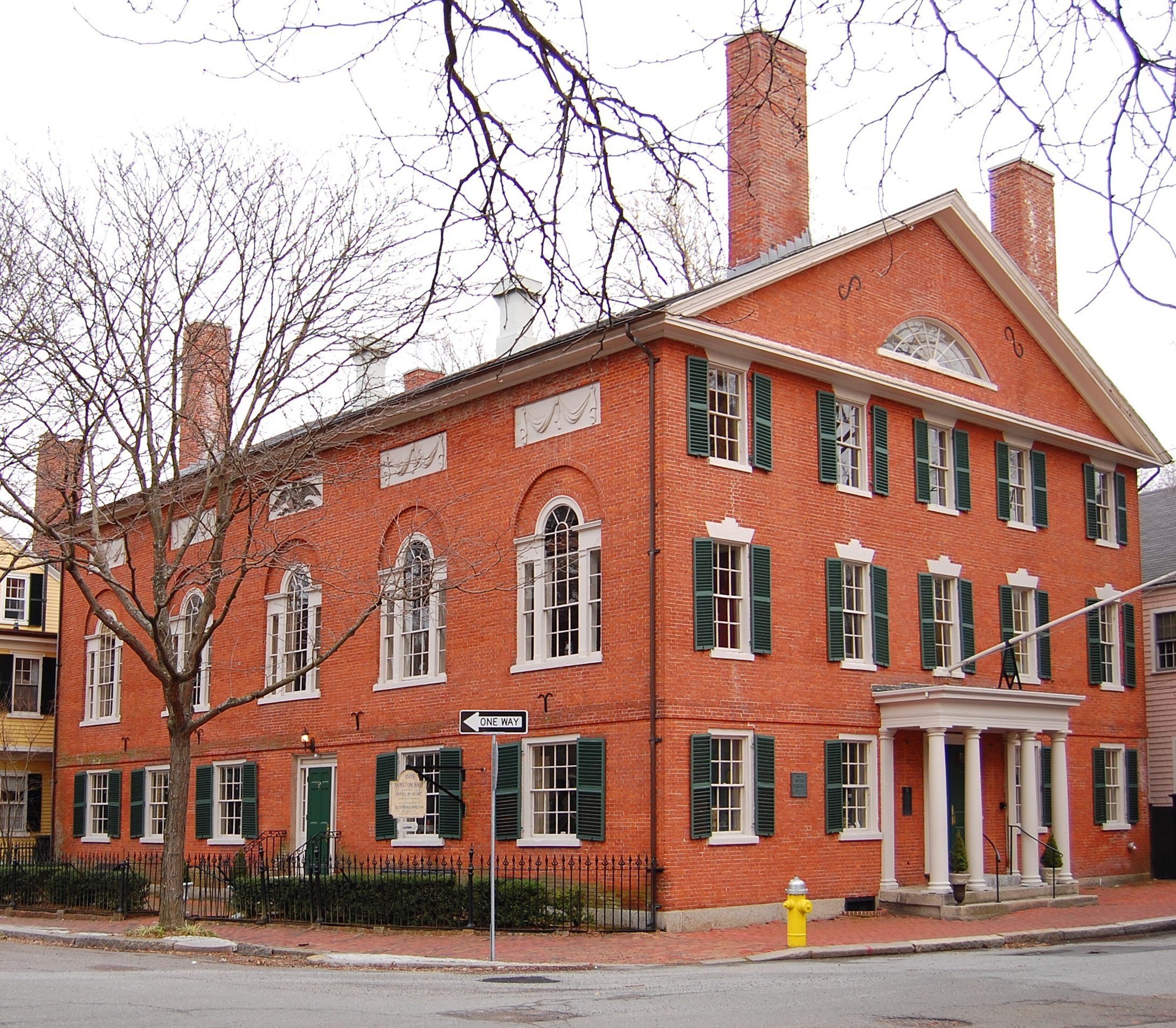
1805 - 9 Chestnut Rue Hamilton Salle construit par Samuel McIntire
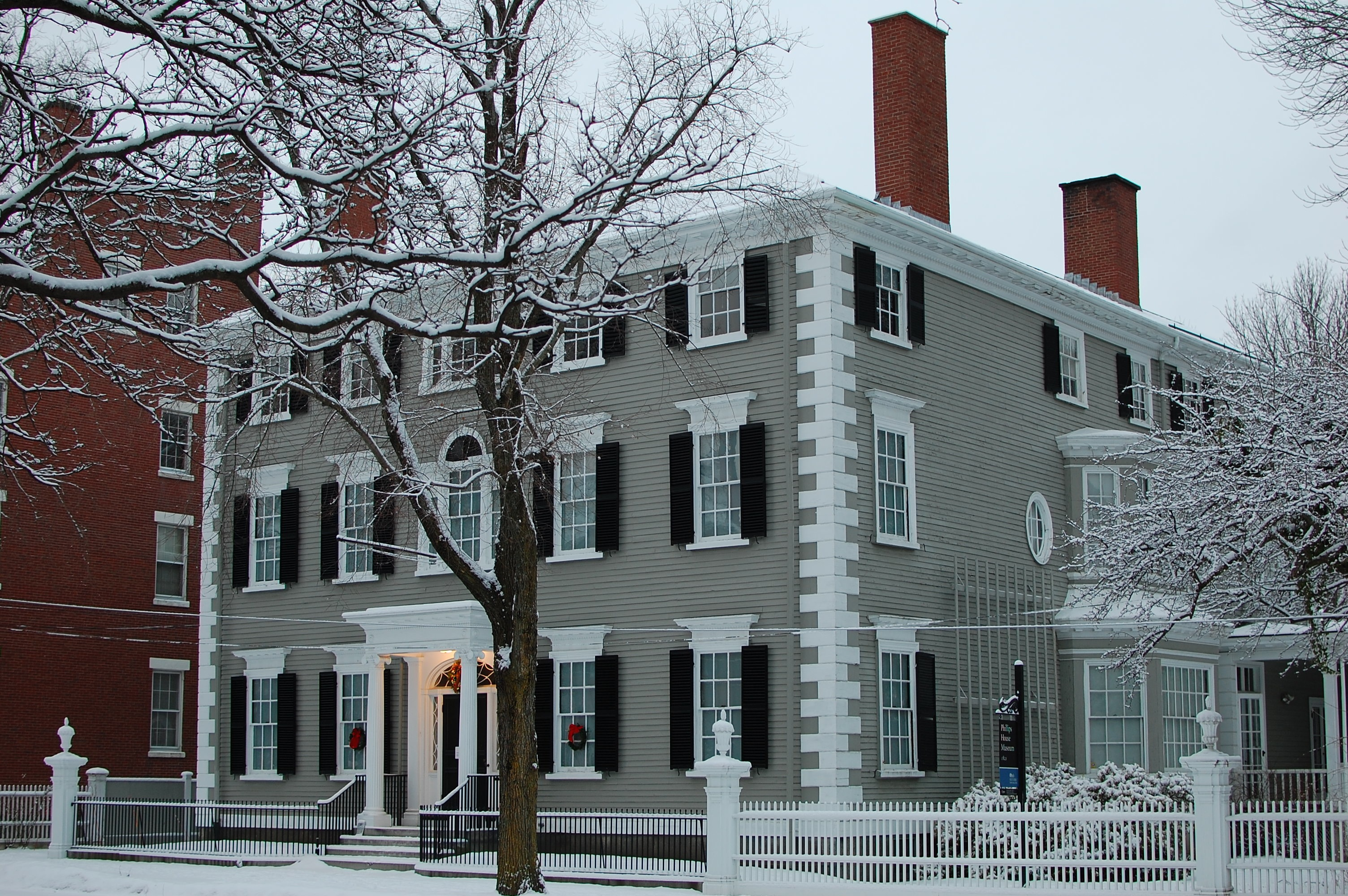
34 Chestnut Rue construit par Samuel McIntire (1800), Salem, Massachusetts.
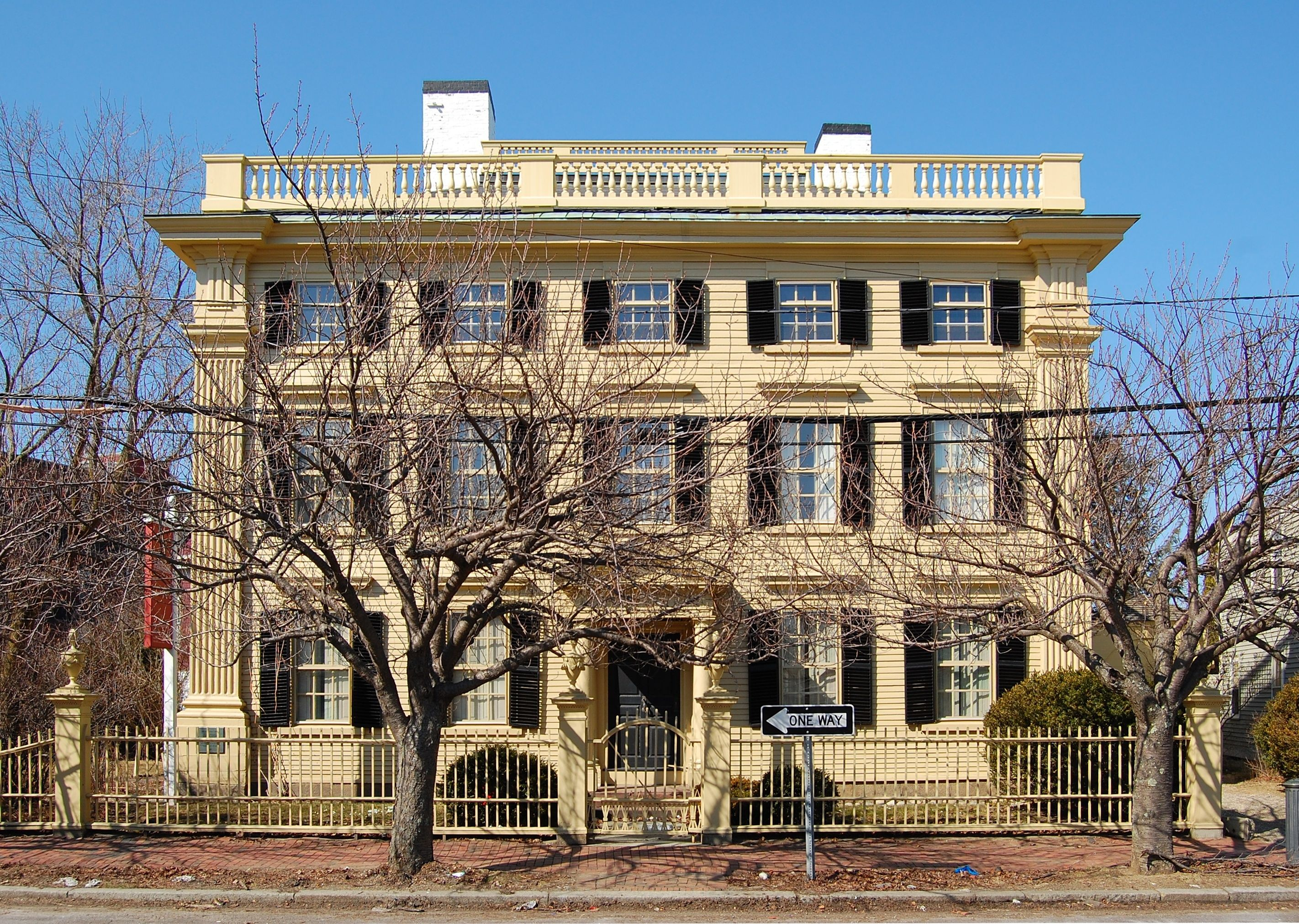
80 Federal Rue (1782), Salem, Massachusetts - construit par Samuel McIntire
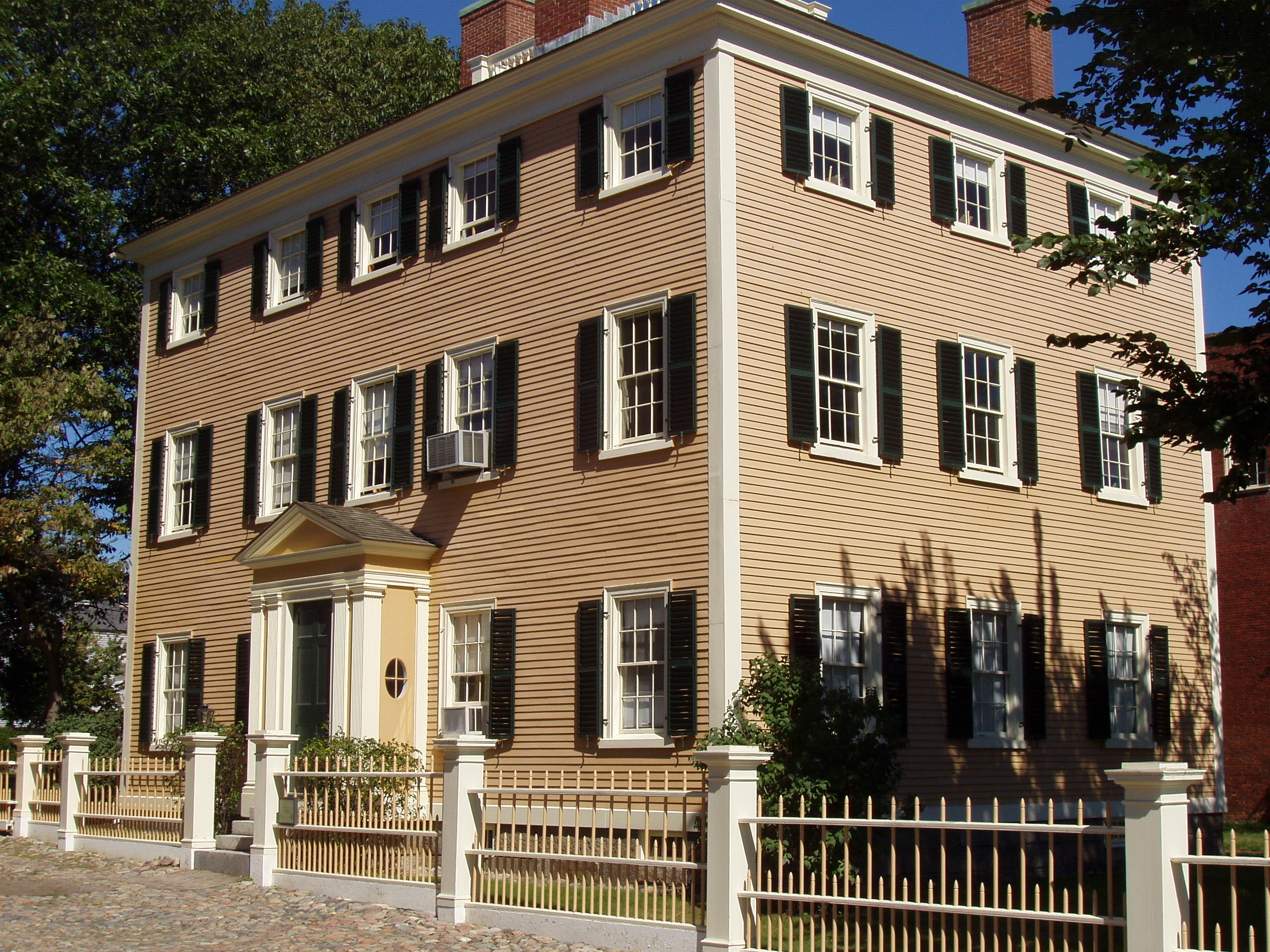
construit par Samuel McIntire - The Benjamin Hawkes Casa (1780, 1800) Salem, Massachusetts